# Лавиринт ужаса
Лавиринт ужаса (енгл. Labyrinth des Grauens) аустријски је црно-бели неми готички хорор филм из 1921. године, редитеља Мајкла Кертиза, са Луси Дорен и Алфонсом Фриландом у главним улогама. Сценариста филма је Фред Волас, а кинематограф Густав Ушицки.
Филм је објављен 11. новембра 1921, а постоје копије које су и до данас сачуване.

## Радња
Едвард Стивенсон, син богатог индустријалца, треба да се ожени ћерком још једног имућног човека. Међутим, Едвард се заљубљује у скромну службеницу Мод Хартли, чији брат је убица...

## Улоге
| Глумац          | Улога              |
| --------------- | ------------------ |
| Луси Дорен      | Мод Хартли         |
| Алфонс Фриланд  | Едвард Стивенсон   |
| Макс Девријент  | господин Стивенсон |
| Пол Асконас     | Томас Рактон       |
| Матилда Данегер | Габријела Рактон   |
| Жан Дикре       | Џорџ Хартли        |